# Indra Dewitte
Indra Dewitte (Leuven, 9 augustus 1972) is een Belgisch journaliste, redactrice en presentatrice.

## Levensloop
Dewitte studeerde Germaanse in Gent en haalde een master in Münster (Duitsland). Na haar studies werkte ze een tijdje bij een klein productiehuis voor televisie (dat meewerkte aan de documentaire Abo, een vrouw in Congo). In 1998 ging ze op de nieuwsdienst van VTM werken. Ze begon er als journaliste toen de commerciële radio’s TOPradio en Q-music met nieuwsberichtgeving van start gingen en VTM met een ochtendjournaal uitpakte. In 2000 stapte ze over naar de VRT en ging voor Koppen werken als reporter en presentator. Drie jaar later stapte Dewitte over naar Terzake en vanaf september 2007 presenteerde ze De Zevende Dag met Alain Coninx. Van 2008 tot 2010 presenteerde ze solo, vanaf 2010 vormde ze samen met Ivan De Vadder het vaste duo van het VRT-programma.
Op 1 oktober 2013 wordt Dewitte adjunct-hoofdredacteur bij de krant Het Belang van Limburg. Daardoor verliet ze medio 2013 de VRT en presenteerde ze op 30 juni 2013 voor het laatst De Zevende Dag. Op 22 juni 2015 werd ze benoemd tot co-hoofdredacteur van de krant, samen met Ivo Vandekerckhove.
In januari 2013 werd Dewitte opgenomen in 'De Nationale Orde van de Gulle Lach', een oorkonde die in de stad Genk al 43 jaar wordt uitgereikt aan mensen die erin slagen om een glimlach in de maatschappij te brengen. Illustere voorgangers zijn o.a. Frieda Van Wijck, de gebroeders Deborsu en Wilfried Martens.
Dewitte is gehuwd, woont in Genk en heeft een dochter en een zoon. Haar vader is Harrie Dewitte, van 2007 tot en met 2018 gemeenteraadslid voor de PVDA in Genk.